# Estación de Ventas de Irún
La estación de Ventas de Irún (en euskera Irungo Bentak) es un apeadero ferroviario situado en el municipio español de Irún en la provincia de Guipúzcoa, comunidad autónoma del País Vasco.
Forma parte la línea C-1 de la red de Cercanías San Sebastián operada por Renfe. Dispone de una conexión con el Topo de Euskotren, que une Hendaya con Lasarte a través de su línea de ancho métrico.

## Situación ferroviaria
La estación se encuentra en el punto kilométrico 637,748 de la línea férrea de ancho ibérico  que une Madrid con Hendaya a 26,26 metros de altura. Actualmente el andén 2 se encuentra fuera de servicio debido a las obras en el túnel de Gaintxurizketa.

## Historia

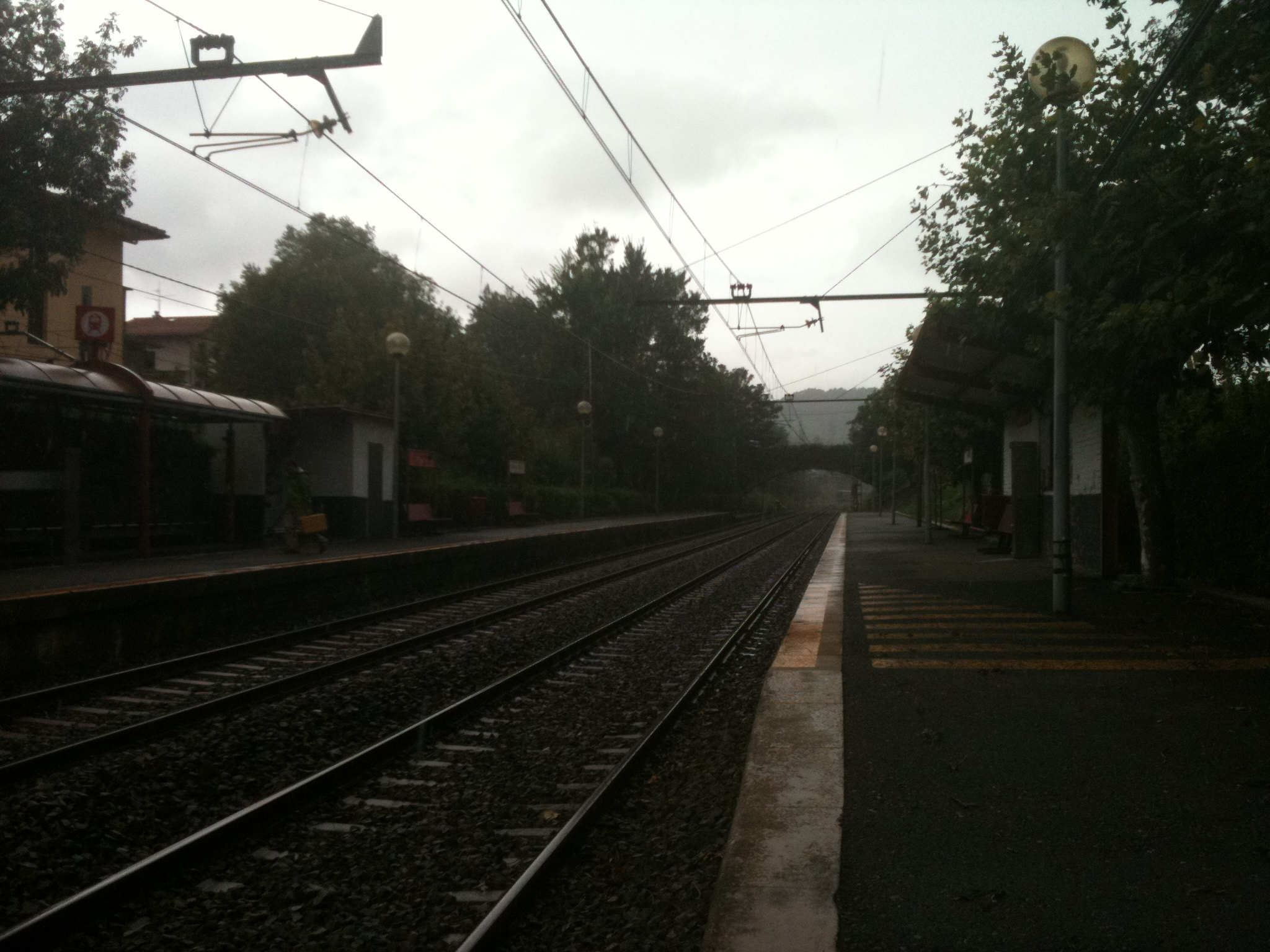
Ventas de Irun en 2010

El apeadero de Ventas como se le conocía inicialmente, fue inaugurada el 18 de octubre de 1863 con la puesta en marcha del tramo Irún-San Sebastián de la línea radial Madrid-Hendaya. Su explotación inicial quedó a cargo de la Compañía de los Caminos de Hierro del Norte de España quien mantuvo su titularidad hasta que en 1941 fue nacionalizada e integrada en la recién creada RENFE. Desde el 31 de diciembre de 2004 Renfe Operadora explota la línea mientras que Adif es la titular de las instalaciones ferroviarias.  

## Servicios ferroviarios

### Cercanías
| Destino  | < Estación    | Línea | Estación > | Destino |
| -------- | ------------- | ----- | ---------- | ------- |
| Bríncola | Lezo-Rentería |       | Irún       | Irún    |

Todo el tráfico de grandes líneas y Media Distancia circula sin detenerse hasta la cercana estación de Irún.